# Эта Волопаса
Эта Волопаса (лат. η Boötis), 8 Волопаса (лат. 8 Boötis), HD 121370 — тройная звезда в созвездии Волопаса на расстоянии (вычисленном из значения параллакса) приблизительно 37,2 световых лет (около 11,4 парсеков) от Солнца. Возраст звезды определён как около 2,058 млрд лет.

## Характеристики
Первый компонент (CCDM J13547+1824Aa) — жёлтый субгигант спектрального класса G0IV, или G0. Видимая звёздная величина звезды — +2,8m. Масса — около 1,722 солнечной, радиус — около 2,798 солнечных, светимость — около 9,078 солнечных. Эффективная температура — около 6155 K.
Второй компонент (CCDM J13547+1824Ab) — красный карлик спектрального класса M. Масса — около 0,527 солнечной. Орбитальный период — около 494,2 суток (1,353 года).
Третий компонент (BD+19 2726) — оранжевый гигант спектрального класса K2III. Видимая звёздная величина звезды — +8,8m. Радиус — около 11,98 солнечных, светимость — около 65,152 солнечных. Эффективная температура — около 4738 K. Удалён на 112,6 угловых секунды.

## Описание
Традиционное название Эты Волопаса — Муфрид (от араб. مفرد الرامح‎ Аль-Муфрид-аль-Рамих — «удалённая звезда от человека с пикой»). Хотя звезда относится к классу G0, имеет температуру поверхности (6100 К) и цвет сходные с Солнцем, Муфрид является субгигантом. Звезда находится на пути превращения в красный гигант. Содержит большое количество химических элементов, превосходящих водород по массе. Полагают, что соотношение железо/водород достигает верхнего предела для звёзд-карликов. Муфрид является спектрально-двойной звездой с периодом 494 дня.
На звёздном небе η Волопаса расположена вблизи Арктура (α Волопаса) и, действительно, Арктур является ближайшим звёздным соседом Муфрида, обе звезды расположены практически на одном расстоянии от Солнца (приблизительно 37 световых лет). Дистанция между звёздами составляет 3,24 световых года. Если наблюдать Арктур с Муфрида, его видимая звёздная величина составит −5,2.